# Athroolopha pennigeraria
Athroolopha pennigeraria là một loài bướm đêm trong họ Geometridae.